# Maagdenburg (stad)
Maagdenburg (Duits: Magdeburg, Nedersaksisch: Meideborg) is de hoofdstad van de Duitse deelstaat Saksen-Anhalt. Maagdenburg ligt aan de Elbe. De stad telt 242.491 inwoners (31.12.2023)op een oppervlakte van 200,97 km². Bestuurlijk is Maagdenburg een kreisfreie Stadt.

## Geschiedenis
Maagdenburg was in de middeleeuwen een van de belangrijkste steden van het Heilige Roomse Rijk. Keizer Otto I had er zijn keizerlijke palts en stichtte er een bisdom, dat nog tijdens zijn leven werd verheven tot aartsbisdom Maagdenburg en dat een belangrijk steunpunt was tegen de heidense Slaven. Na zijn dood in 973 werd Otto I er bijgezet in de dom. Deze kerk werd in 1207 bij een stadsbrand, die ook de palts verwoestte, in de as gelegd en vervangen door de huidige, eerste gotische kerk in Duitsland.
In 1035 kreeg Maagdenburg stadsrechten. Tientallen steden ten oosten van de Elbe zouden later stadsrechten krijgen die geënt waren op die van Maagdenburg: het Maagdenburgse stadsrecht was, met dat van Lübeck, het invloedrijkste in Duitsland. In de dertiende eeuw trad de stad toe tot het Hanzeverbond. De stad ligt vlak ten oosten van een al sinds ca. 5000 v.Chr. door de mens geëxploiteerd en vanwege zijn "zwarte aarde" zeer vruchtbaar landbouwgebied, de Magdeburger Börde. Dat zal, in combinatie met het aan de stad toegekende stapelrecht, zeker hebben bijgedragen tot Maagdenburgs bijnaam "korenschuur van de Hanze". 
Maagdenburg werd in 1631 tijdens de Dertigjarige Oorlog na een beleg veroverd door de keizerlijke veldheer Johan t'Serclaes van Tilly, waarbij de stad in vlammen opging en het grootste deel van de 30.000 inwoners het leven verloor.
Van 1646 tot 1681 was Otto von Guericke burgemeester van Maagdenburg. Hij was ook een vermaard fysicus, die in 1657 de beroemde proef van de Maagdenburgse halve bollen uitvoerde, waarmee het bestaan van vacuüm en luchtdruk werd aangetoond.
Tijdens de Tweede Wereldoorlog werd de stad nogmaals vrijwel geheel verwoest. Na de laatste wereldoorlog behoorde de stad van 1949-1990 tot de DDR en werd er relatief weinig hersteld van het oorspronkelijke stadsbeeld. De Dom echter werd wel gerestaureerd.
Inmiddels timmert Maagdenburg behoorlijk aan de weg. Er staan gebouwen van beroemde architecten, zoals het Hundertwasser-project 'Grüne Zitadelle'.
Op 20 december 2024 vond er een aanslag plaats op de kerstmarkt in Maagdenburg waarbij een auto op de markt inreed. Er vielen 6 doden en meer dan 200 gewonden. De verdachte, die ter plaatse werd gearresteerd, werd in Duitse media geïdentificeerd als Taleb al-Abdulmohsen, een Saudische psychiater die sinds 2006 in Duitsland woont.

## Kernen
De stad Maagdenburg is in 40 stadsdelen ingedeeld. Sommige stadsdelen hebben in de loop van de tijd door bijvoorbeeld uitbreidingen verdere onderverdelingen gekregen.

De stadsdelen van Maagdenburg

| - Alt Olvenstedt, sinds 1979 - Alte Neustadt - Altstadt - Barleber See - Berliner Chaussee - Friedensweiler - Hammelberg - Neugrüneberg - Puppendorf - Beyendorfer Grund - Beyendorf-Sohlen, sinds 2001 - Brückfeld (voorheen Friedrichstadt) - Buckau, sinds 1886 - Cracau, sinds 1910 - Diesdorf, sinds 1926 - Fermersleben, sinds 1910 - Gewerbegebiet Nord - Großer Silberberg - Herrenkrug - Hopfengarten - Lindenhof | - Industriehafen - Kannenstieg - Kreuzhorst - Leipziger Straße - Schilfbreite - Lemsdorf, sinds 1910 - Neu Olvenstedt, sinds 1980 - Neue Neustadt, sinds 1886 - Neustädter Feld - Birkenweiler - Neustädter See - Eichenweiler - Nordwest („Texas“) - Ottersleben, sinds 1952 - Groß Ottersleben - Klein Ottersleben - Benneckenbeck, sinds 1952 - Friedenshöhe (voormalige Georgshöhe) - Goethe-Siedlung (voormalige Elisengrund) - Pechau, sinds 1994 | - Prester, sinds 1910 - Neu-Prester - Randau-Calenberge, sinds 1994 - Randau - Calenberge - Reform - Gartenstadt - Karl-Liebknecht-Siedlung (Buchstabensiedlung) - Planetensiedlung - Rothensee, sinds 1908 - Salbke, sinds 1910 - Lüttgen-Salbke, sinds 1910 - Wolfsfelde - Spionskopf - Stadtfeld Ost (voorheen Wilhelmstadt) - Stadtfeld West (voorheen Wilhelmstadt) - Lindenweiler - Sudenburg, sinds 1867 - Sülzegrund - Werder - Westerhüsen, sinds 1910 - Zipkeleben, sinds 1928 |

## Cultuur

### Bezienswaardigheden
- Enkele parken in Maagdenburg, de Klosterbergegarten, het Nordpark en het Herrenkrugpark, zijn ontworpen door de bekende Pruisische tuin- en landschapsarchitect Peter Joseph Lenné.
- Kunstmuseum Maagdenburg in het Kloster Unser Lieben Frauen met een buitencollectie sculpturen in Skulpturenpark Magdeburg.
- Poppentheater van Maagdenburg in het stadsdeel Buckau.

### Sport
1. FC Magdeburg is de professionele voetbalclub van Maagdenburg, speelt zijn wedstrijden in de MDCC-Arena en komt uit in de 2. Bundesliga. De club won in 1974 de Europacup II en werd drie keer landskampioen van de DDR. De laatste jaren is de club beduidend minder succesvol.

## Verkeer
- Magdeburg Hauptbahnhof
- Tram van Maagdenburg

## Partnersteden
- Sarajevo,  Bosnië en Herzegovina
- Braunschweig,  Duitsland
- Nashville,  Verenigde Staten
- Zaporizja,  Oekraïne
- Radom,  Polen
- Harbin,  China
- Le Havre,  Frankrijk

## Geboren in Maagdenburg
- Georg Philipp Telemann (1681-1767), barokcomponist, dirigent en organist
- Heinrich Zschokke (1771-1848), schrijver en politicus in Zwitserland
- Friedrich Ernst Fesca (1789-1826), componist
- Franz Seldte (1882-1947), oprichter Stahlhelm en minister onder Hitler
- Friedrich Hochbaum (1894-1955), generaal
- Erich Ollenhauer (1901-1963), politicus
- Henning von Tresckow (1901-1944), generaal
- Gerd Michael Henneberg (1922-2011), acteur en theaterdirecteur
- Menahem Pressler (1923-2023), Duits-Amerikaans pianist
- Eberhard Jüngel (1934-2021), theoloog
- Karin Balzer (1938-2019), atlete
- Margitta Gummel (1941-2021), kogelstootster
- Christiane Nüsslein-Volhard (1942), bioloog en Nobelprijswinnares (1995)
- Michael Krause (1946-2024), hockeyer
- Rolf-Dieter Amend (1949-2022), kanovaarder
- Axel Tyll (1953), voetballer
- Dirk Heyne (1957), voetballer en voetbalcoach
- Dirk Stahmann (1958), voetballer
- Oleh Koeznetsov (1963), Oekraïens voetballer
- Antje Misersky (1967), biatleet
- Claudia Dreher (1971), marathonloopster
- Nadine Kleinert (1975), kogelstootster
- Ana Nova (1975), pornoactrice
- Marcel Maltritz (1978), voetballer
- Igor Kolodinski (1983), Russisch volleyballer en beachvolleyballer
- Robert Wagner (1983), wielrenner
- Marcel Schmelzer (1988), voetballer
- Gustav Schäfer (1988), drummer Tokio Hotel
- Paul Seguin (1995), voetballer
- Pauline Grabosch (1998), baanwielrenster
- Lukas Märtens (2001), zwemmer